# سفیدکمر (ایجرود)
سفیدکمر، روستایی از توابع بخش حلب شهرستان ایجرود در استان زنجان ایران است. مردم سفید کمر به زبان تاتی سخن می‌گویند.

## جمعیت
این روستا در دهستان ایجرود پایین قرار دارد و براساس سرشماری مرکز آمار ایران در سال ۱۳۸۵، جمعیت آن ۲۰۶ نفر (۶۷خانوار) بوده است.
طبق آخرین سرشماری ۲۶۰ نفر و ۶۷ خانوار می‌باشد. مردم سفید کمر به زبان تاتی سخن می‌گویند.

## تاریخچه
روستای سفیدکمر تا دویست سال گذشته وجود نداشت و زمین‌های کنونی روستای سفیدکمر جزء روستای خوِئین بود. گله داران خوئینی که گوسفندان خود را برای چرا به مناطق کنونی سفیدکمر ازجمله :رزیل و همارلر و دیگر مناطق می‌برند، در برگشت به روستای خوئین دچار مشکل می‌شدند، بعدها به این فکر افتادند که در محل کنونی روستای سفیدکمر آغل هائی درست کرده و احشام خود را در آنجا نگهداری نموده و خود به خوئین برمی‌گشتند و صبح روز بعد دوباره مراجعه نموده و گوسفندان را به چرا می‌بردند، به مرور در کنار این آغل‌ها خانه‌هایی نیز برای سکونت خود ساختند و به این ترتیب بنیان روستای سفیدکمر گذاشته شد و سپس از روستای خوئین مستقل گردید. نام روستا نیز از کوهی که نزدیک آن بوده و دارای سنگ‌های سفیدی در پیشانی خود است برگرفته شده است.

## آمار و مشخصات روستای سفیدکمر
مسافت از مرکز استان، شهرستان وبخش:
فاصله از مرکز استان:۷۶کیلومتر
فاصله از مرکز شهرستان:۴۱کیلومتر
فاصله از مرکز بخش:۶کیلومتر

## اراضی کشاورزی
مستثنیات :۹/۶۴۴هکتار
سطح زیرکشت سالیانه:۴۵/۳۲۲هکتار
اراضی دیم:۹/۵۷۹هکتار
اراضی آبی:۵۰هکتار
باغات:۱۵هکتار

## تعداد ماشین آلات و ادوات کشاورزی
تراکتور:۲ عدد
پنجه غازی:۸عدد
گاوآهن:۹عدد
تریلی:۹عدد
کودپاش:۲عدد
عمیق کار:۴عدد
بیل:۱عدد
سمپاش:ندارد
کمباین:۲عدد

## مدرسه
مدرسه ابتدایی شهدای سفیدکمر
تعداد کلاس :۱کلاس
تعداد دانش آموزان:۲۲نفر
تعداد آموزگاران:۱نفر کادر رسمی و نفر سرباز معلم

## مهم‌ترین نیازهای روستا
1. رفع مشکل پوسیدگی منبع ولوله‌های آب شرب
2. اجرای طرح هادی
3. گازرسانی به روستا
4. رفع مشکل پوسیدگی کانال فاضلاب روستایی
5. تجهیض پایگاه بسیج روستا، به دلیل نبود کلانتری با توجه به تعداد ساکنین در صورت مسلح کردن پایگاه بسیج این نیرو می‌تواند کاملاً مفید واقع شده و امنیت را بصورت کامل در روستا برقرار کند.